# 特雷萨德科夫伦特斯
特雷萨德科夫伦特斯，是西班牙巴伦西亚自治区巴伦西亚省的一个市镇。总面积111平方公里，总人口661人（2001年），人口密度6人/平方公里。